# Пентода
Пентода је врста електронске цијеви са пет електрода смјештених у стаклени или метални балон са вакуумом.
Загријана катода емитује електроне, који иду према позитивној аноди. Прва решетка, која се налази између катоде и аноде омогућује регулацију струје у цијеви, и њену употребу у улози појачавача или прекидача. Друга решетка служи за смањење капацитета анода-прва решетка, и тиме омогућује појачавање сигнала високих фреквенција без уласка у самоосцилације. Трећа решетка спречава да електрони избијени из аноде ударом електрона, оду на другу решетку.
У данашње вријеме, електронске цијеви пентоде су скоро сасвим потиснуте из раширене употребе увођењем транзистора.

## Историја
За историјат, погледати чланак Електронска цијев.

## Начин рада и опис
Да би се отклонили проблеми са тетродама, уведене су пентоде. Ове цијеви су имале још једну решетку (трећа решетка, енгл. suppressor grid, ознака G3).
Трећа решетка се налази између друге решетке и аноде. Ова решетка је најчешће била спојена са катодом у самој стакленој цијеви (балону), тако да је имала исти потенцијал као и катода.
Са тиме је постигнуто сљедеће: брзи електрони који ударају у аноду производе секундарне електроне (као и код тетроде), али они не могу да падну на другу решетку због негативног потенцијала на трећој решетки, који их одбија натраг до аноде. Електрони који путују од катоде имају довољну кинетичку енергију да савладају негативни потенцијал треће решетке, али секундарни електрони са аноде немају и враћају се на аноду.
Пентода је коначно била потпуно задовољавајућа електронска цијев са високим фактором појачања и могућношћу рада на високим фреквенцијама. До краја епохе електронских цијеви, коришћена је за разне намјене у електроници. Примјер ове цијеви је EF-86 или EL-84.
Посебна верзија пентоде за високофреквентно појачавање је експоненцијална пентода (на примјер AF-3), код које и велике промјене преднапона прве решетке не производе велико изобличење сигнала.

## Примјена
Електронске цијеви пентоде су кориштене у свим гранама електронике и електротехнике. Примјене су биле разнолике:
- Појачавачи (појачала) напона и снаге свих фреквенција (аудио, радио, телевизор)
- Осцилатори свих фреквенција
- остале

Уз триоде, пентоде су се користиле за степене напонског појачања, и појачања снаге.

## Струјно-напонске карактеристике
За одређивање радне тачке пентоде су се користиле струјно-напонске карактеристике које је обезбјеђивао произвођач цијеви.
Оне су приказивале зависност анодне струје Ia о напону аноде (Va или Ua) и прве решетке (Vg1 или Ug1) и друге решетке (Vg2 или Ug2).
Може се видјети да је тетродно удубљење скоро потпуно уклоњено, и да је анодна струја скоро независна од анодног напона у већем дијелу карактеристике. Напон друге решетке је сталан и износи 200 волти.

## Симбол
Симбол пентоде је приказан на слици, са индиректно гријаном катодом.
- Симбол вакуумске пентоде.